# Metailurini
Metailurini – wymarłe plemię kotów szablastozębnych, zaliczane do podrodziny machajrodontów z rodziny kotowatych.
Występowały głównie na terenach Eurazji pod koniec miocenu i na początku plejstocenu.
Rodzaj: Dinofelis [Therailurus]
Najlepiej poznanym rodzajem jest Dinofelis ("straszny kot"), który występował w Eurazji, Afryce i Ameryce Północnej około 5 mln – 1,5 mln lat temu. W Afryce Południowej dinofelis był znajdowany razem z australopitekami, co świadczy, że prawdopodobnie polował na naszych przodków. Rodzaj Dinofelis wcześniej klasyfikowano jako Therailurus. Na terenach Eurazji i w Ameryce Północnej dinofelisy wymarły na początku plejstocenu, natomiast na terenach Afryki utrzymały się do połowy plejstocenu. Największym znanym gatunkiem był chiński D. abeli. Wielkością i budową porównywalny do dużego lamparta lub jaguara (1,2 m), z kończynami przednimi bardziej masywnymi niż tylne. Podobnie jak współczesne jaguary, żył prawdopodobnie w lasach. Dinofelis posiadał spłaszczone kły, znacznie krótsze niż u typowych szablastozębnych, stąd jest sprawą dyskusyjną, do jakiej podrodziny powinien być zaliczany.
- D. abeli (Chiny)
- Dinofelis barlowi (Afryka)
- D. diastemata (Europa)
- D. paleoonca (Ameryka Północna)
- D. piveteaui (Afryka Południowa)
- ?D. cristata
- ?D. petteri
- ?D. aronoki

Rodzaj: Metailurus
Metailury żyły 15 - 8 mln lat temu, wielkością i budową ciała przypominały dinofelisa, lecz były mniejsze, miały dłuższe kły, coś pomiędzy współczesnymi kotami a szablastozębnymi. Podobnie jak dinofelis, metailur był masywnej budowy, z mocniejszymi łapami przednimi. Jego budowa sugeruje, że żył w środowisku leśnym i prowadził bardziej nadrzewny tryb życia niż dinofelis.
- M. major (Chiny)
- M. mongoliensis
- M. pamiri
- M. boodon
- M. parvulus
- M. minor

Rodzaj: Adelphailurus
Adelfair, wielkości pumy, jest znany tylko z pojedynczego okazu znalezionego w Kansas w USA.
- Adelphailurus kansensis - zachował górny drugi przedtrzonowiec podobny, jak u rodzaju Stenailurus.

Rodzaj: Stenailurus
- Stenailurus teilhardi

Rodzaj: Pontosmilus
Wszystkie poprzednio sklasyfikowane jako rodzaj Paramachairodus.
- P. ogygius
- P. hungaricus
- P. schlosseri
- P. indicus